# پیمان راولپندی
پیمان راولپندی یا پیمان ۱۹۱۹ افغانستان و انگلستان پیمان پایان‌دهنده جنگ سوم افغان و انگلیس بود. این پیمان در ۸ اوت ۱۹۱۹ در راولپندی بسته شد. انگلستان طی آن استقلال افغانستان را به رسمیت شناخت (طبق ماده ۵) و توافق کرد که دیگر از تنگه خیبر نگذرد و به افغانستان یارانه ندهد. افغانستان نیز طبق مفاد این پیشمان کلیه پیمان‌نامه‌های مرزی قبلاً توافق‌شده با هند، انگلیس را پذیرفت. بنابراین افغانستان به عنوان یک کشور مستقل پذیرفت که مرز دیورند به عنوان یک مرز بین‌المللی میان این دو کشور باشد.